# Thecla guacanagari
Thecla guacanagari är en fjärilsart som beskrevs av Hans Daniel Johan Wallengren 1860. Thecla guacanagari ingår i släktet Thecla och familjen juvelvingar. Inga underarter finns listade i Catalogue of Life.